# Exposición al incumplimiento
Exposición al incumplimiento (EAD) es un parámetro utilizado en el cálculo del capital económico o capital regulatorio bajo Basilea II para un banco institución. Puede definirse como la exposición bruta de una instalación ante el incumplimiento de una obligación.
Fuera de Basilea II, el concepto se conoce a veces como exposición crediticia (CE). Representa la pérdida inmediata que sufriría el prestamista si el prestatario (contraparte) incumple totalmente su deuda.
La EAD está íntimamente ligada a la pérdida esperada, que se define como el producto de la EAD, la probabilidad de incumplimiento (PD) y la pérdida en caso de incumplimiento (LGD).

## Definición
En general, la EAD se considera una estimación de la medida en que un banco puede estar expuesto a una contraparte en el caso y en el momento del incumplimiento de esa contraparte. EAD es igual al monto pendiente actual en caso de exposiciones fijas, como préstamos a plazo. Para exposiciones renovables como líneas de crédito, la EAD se puede dividir en compromisos dispuestos y no dispuestos; por lo general, se conoce el compromiso emitido, mientras que el compromiso no utilizado debe estimarse para llegar a un valor de EAD. Con base en las Directrices de Basilea, la EAD para compromisos mide la cantidad de la línea de crédito que es probable que se extraiga más si ocurre un incumplimiento. Dos términos populares utilizados para expresar el porcentaje del compromiso no utilizado que se utilizará y quedará pendiente de pago en caso de incumplimiento (en caso de incumplimiento) son el factor de conversión (CF) and Loan Equivalent (LEQ).

## Cálculo
El cálculo de EAD es diferente según el enfoque básico y avanzado. Mientras que con el método básico (F-IRB) el cálculo de la EAD lo guían los reguladores, con el método avanzado (A-IRB) los bancos disfrutan de una mayor flexibilidad en la forma en que calculan la EAD.
Para que una ponderación de riesgo derivada del marco IRB se transforme en un activo ponderado por riesgo, debe adjuntarse a un monto de exposición. Cualquier error en el cálculo de la EAD afectará directamente el activo ponderado por riesgo y, por lo tanto, afectará el requerimiento de capital.